# Turki bin Faisal al-Saoed
Turki bin Faisal al-Saoed (Mekka, 14 februari 1945) is een Saoedische prins en diplomaat.

## Levensloop
Turki werd geboren als de achtste en jongste zoon van koning Faisal. Op 14-jarige leeftijd werd hij naar Princeton in de Amerikaanse staat New Jersey gestuurd om daar zijn middelbare school af te maken. Vervolgens studeerde hij aan de Edmund A. Walsh School of Foreign Service, onderdeel van de Universiteit van Georgetown. Hij studeerde af in 1968, in hetzelfde jaar als de latere president Bill Clinton. Daarna studeerde hij verder in Princeton, Cambridge en Londen. In 1973 keerde Turki terug naar Saoedi-Arabië.

### Hoofd inlichtingendienst
In Saoedi-Arabië werd Turki benoemd tot de rechterhand van zijn oom Kamal Adham bij de Centrale Inlichtingendienst. Hij volgde hem in 1979 op als directeur. Meteen in zijn eerste jaar kreeg Turki te maken met een grote interne crisis toen islamisten onder leiding van Juhayman al-Otaybi de Al-Masjid al-Haram, oftewel de grote moskee in Mekka, bezette. De aanval kwam als een totale verrassing voor de inlichtingendienst, en het kostte onnodig veel doden om hen te verslaan.
Als hoofd van de inlichtingendienst had Turki ook te maken met Osama bin Laden die aan het begin van de jaren tachtig naar Afghanistan was getrokken, om daar aan de zijde van de moedjahedien tegen de Sovjets te vechten. De Saoedische inlichtingendienst werkte samen met de Pakistaanse inlichtingendienst ISI bij de financiering van de moedjahedien. Tijdens zijn periode in Afghanistan radicaliseerde Bin Laden verder en ontwikkelde een afkeer van het Saoedisch koningshuis. Turki had aan het begin van de jaren negentig voor de laatste keer een ontmoeting met Bin Laden, toen hij zijn steun zocht tegen de communisten in Zuid-Jemen. In 1996 bood Soedan, waar Bin Laden inmiddels naar uitgeweken was, aan om hem uit te leveren. De Amerikaanse president Clinton drong tevergeefs bij Turki op aan om Bin Laden terug te halen en hem bij terugkomst te executeren. Volgens eigen zeggen zou Turki in 1998 een geheime ontmoeting hebben gehad met taliban-leider Mohammed Omar, waarin hij tevergeefs aandrong op de uitlevering van Bin Laden.

### Aanslagen van 11 september 2001
Turki trad op 1 september 2001 terug als hoofd van de Saoedische inlichtingendienst. Dat riep in het licht van de aanslagen van 11 september 2001 achteraf wel vragen op of hij weet had van de aanslagen, maar deze verdachtmakingen konden niet hard worden gemaakt. Een aantal nabestaanden van de slachtoffers van 11 september dienden in 2002 een miljoenenclaim in tegen prins Turki en andere hoge Saoedische bestuurders en instellingen. Zij beschuldigden de Saoedi's ervan de aanslagen gefinancierd te hebben. Turki's betrokkenheid werd ook gesuggereerd in Michael Moores documentaire Fahrenheit 9/11. In 2005 oordeelde een Amerikaanse federale rechter dat de Saoedi's immuniteit genoten en dus niet konden worden vervolgd. Turki reageerde op de beschuldigingen door te stellen dat deze "botweg niet eerlijk" waren.

### Ambassadeur
De Saoedische regering benoemde prins Turki in januari 2003 als ambassadeur in Groot-Brittannië en Ierland. In juli 2005 volgde een benoeming tot ambassadeur in de Verenigde Staten als opvolger van Bandar bin Sultan. Deze positie vervulde hij tot december 2006. Als ambassadeur drong hij er bij de Amerikaanse regering van president George W. Bush op aan om prioriteit te geven aan het oplossen van het Arabisch-Israëlisch conflict, in plaats van aan Iran. Hij bepleitte dat de Verenigde Staten de diplomatieke banden met Iran moesten herstellen, omdat dat effectiever zou zijn dan een militaire operatie om het Iraanse kernwapenprogramma te stoppen. Deze stellingname bracht hem zowel met de Amerikanen als met belangrijke leden van het Saoedisch koningshuis in conflict. Hij werd ook niet uitgenodigd bij een bijeenkomst met vicepresident Dick Cheney toen deze Riyad bezocht. In december 2015 trad Turki terug. Het is niet bekend of hij werd ontslagen of zelf ontslag nam.
Na zijn terugtreden richtte Turki in 2007 de Koning Faisal-stichting op, waarmee hij zich hard maakt voor beter onderwijs in Saoedi-Arabië.

## Persoonlijk
Turki is getrouwd met Nouf bint Fahd bin Khalid Al Saud, met wie hij zes kinderen heeft.